# Invar

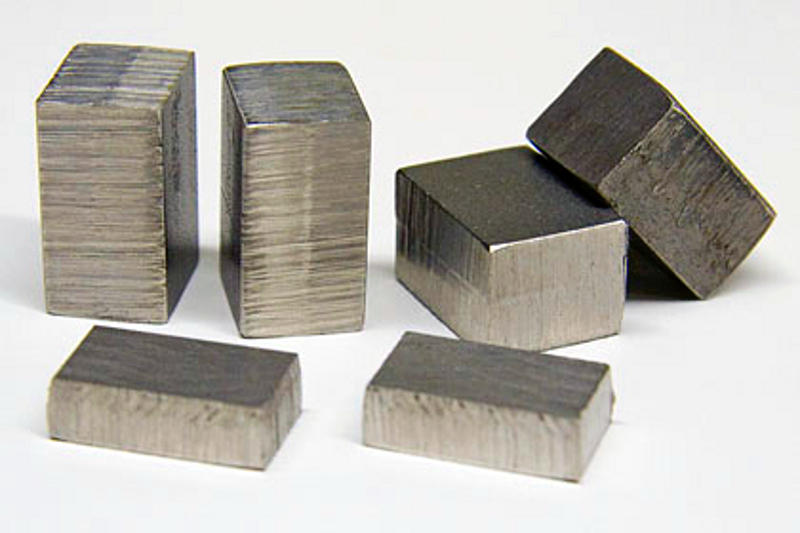
Bloques de invar

El invar, también llamado FeNi36 o nivarox, es una aleación de hierro (64%) y níquel (36%), manganeso, con muy poco carbono y algo de cromo. Por su pequeño coeficiente de dilatación se emplea en la fabricación de piezas de precisión (relojería, aparatos de física, válvulas de motores, etc.) y, especialmente, en instrumentos para medir longitudes, tales como los utilizados en topografía. También tiene aplicaciones en la fabricación de útiles para procesos de conformado de materiales compuestos. 

## Historia
El hallazgo de la composición del invar lo realizó en 1896 el físico suizo Charles Édouard Guillaume, galardonado con el premio Nobel de Física en 1920 por dicho descubrimiento. Hacia 1920 también inventó una aleación de composición parecida, llamada elinvar, que posee un módulo de elasticidad que no varía mucho con la temperatura.

## Propiedades

Variación del coeficiente de dilatación del invar en función del contenido de níquel

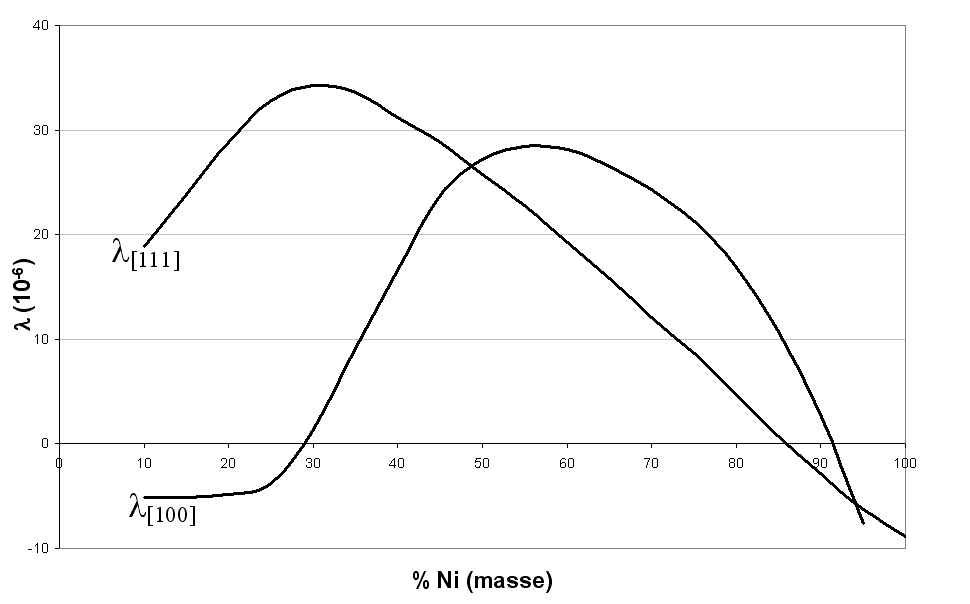
Evolución del coeficiente de magnetoestricción en función del contenido de níquel

Como otras composiciones de níquel/hierro, el Invar es una solución sólida, es decir, es una aleación monofásica. En un grado comercial llamado Invar 35, consta de aproximadamente 36 % de níquel y 64 % de hierro, tiene un punto de fusión de 1427 °C, una densidad de 8,05 g/cm³ y una resistividad de 8,2 x 10-5 Ω·cm. El rango de las aleaciones invar fue descrito por los científicos de Westinghouse en 1961 como "hierro con entre el 30 y el 45 por ciento de níquel".
Las composiciones comunes del Invar tienen un coeficiente de expansión térmica (denominado α y medido entre 20 °C y 100 °C) de aproximadamente 1,2×10−6K−1 (1,2ppm/°C), mientras que los aceros ordinarios tienen valores de alrededor de 11 a 15 ppm/°C. Los grados extrapuros (con <0.1% de cobalto) pueden producir fácilmente valores tan bajos como 0,62–0,65 ppm/°C. Algunas formulaciones muestran características de dilatación térmica negativa (NTE). Aunque muestra una alta estabilidad dimensional en un amplio rango de temperaturas, tiene propensión a la deformación por fluencia lenta.
Estrictamente hablando, el término Invar solo se refiere a la aleación que contiene un 36% de níquel, que tiene el coeficiente de expansión más bajo (aunque las aleaciones con un 50% de níquel a veces se denominan Invar). A continuación se enumeran las propiedades físicas de esta aleación a 20 °C (salvo que se indique algo diferente):
| Resistividad                                | 75−85 µΩ cm          |
| Módulo de Young                             | 140-150 GPa          |
| Módulo de cizalladura                       | 57 GPa               |
| Dureza Brinell                              | 160                  |
| Alargamiento de rotura                      | < 45 %               |
| Resiliencia (a 20 °C)                       | 140−150 J cm−2       |
| Coeficiente de Poisson                      | 0,22807 (= E/2G - 1) |
| Límite de rotura                            | 450−590 MPa          |
| Densidad relativa                           | 8,125                |
| Coeficiente de dilatación lineal (20-90 °C) | 1,2 - 2,0 e−6 K−1    |
| Conductividad térmica (a 23 °C)             | 13 W m−1 K−1         |
| Calor específico                            | 510 J kg−1 K−1       |

## Aplicaciones
El Invar se utiliza en aplicaciones en las que se requiere una alta estabilidad dimensional, como instrumentos de precisión, relojes, medidores de fluencia sísmica, marcos de la máscara de sombra de los tubos de televisión en color, en válvulas de motores y en los moldes de para conformar las aspas de los aerogeneradores.
Una de sus primeras aplicaciones fue en el volante regulador de los relojes de bolsillo y en las varillas de los péndulo de los relojes de péndulo de precisión. En el momento en que se inventó, el reloj de péndulo era el sistema de cronometraje más preciso del mundo, y el límite de su precisión se debía a las variaciones térmicas en la longitud de los péndulos. El reloj regulador Riefler, desarrollado en 1898 por Clemens Riefler, fue el primer reloj que utilizó un péndulo de Invar. Con una precisión de 10 milisegundos al día, sirvió como estándar de hora principal en los observatorios navales y para los servicios horarios nacionales hasta la década de 1930.
En topografía, cuando se va a materializar una poligonal de primer orden con una nivelación de alta precisión, las miras utilizadas están hechas de Invar, en lugar de madera, fibra de vidrio u otros metales. También se han utilizado bielas de Invar en algunos pistones para limitar su expansión térmica dentro de los cilindros. En la fabricación de grandes piezas de materiales compuestos de fibra de carbono utilizadas en la ingeniería aeroespacial, se emplean moldes de Invar para poder obtener tolerancias dimensionales extremadamente estrictas.
En el campo astronómico, el Invar se utiliza como componente estructural que soporta la óptica más sensible de los telescopios astronómicos. La elevada estabilidad dimensional del Invar permite a los telescopios astronómicos mejorar significativamente la precisión y la exactitud de las observaciones realizadas.

## Variantes
Existen variantes del material Invar original, que tienen un coeficiente de expansión térmica ligeramente diferente, como por ejemplo:
- Inovco, que es Fe–33Ni–4.5Co y tiene un α de 0,55 ppm/°C (de 20 a 100 °C).
- FeNi42 (por ejemplo, la aleación NILO 42), que tiene un contenido de níquel del 42% y α ≈ 5.3 ppm/°C, que coincide con el coeficiente de expansión del silicio, se usa ampliamente como material de estructura de conductores para circuitos integrados.
- Aleaciones de FeNiCo, denominadas Kovar o Dilver P, que tienen el mismo comportamiento de expansión (~5 ppm/°C) y forman enlaces fuertes con el vidrio borosilicatado fundido, y por eso se utilizan para el sellado vidrio-metal y para soportar piezas ópticas en una amplia gama de temperaturas y aplicaciones, como los satélites artificiales.

## Explicación de sus propiedades anómalas
Ha sido difícil para los físicos dar una explicación detallada del coeficiente de expansión térmica anormalmente bajo del Invar.
Todas las aleaciones cúbicas de Fe-Ni centradas en cara ricas en hierro muestran anomalías similares a las del Invar en sus propiedades térmicas y magnéticas, que evolucionan continuamente en intensidad con la composición variable de la aleación. Los científicos habían propuesto que el comportamiento del Invar era una consecuencia directa de una transición de alto momento magnético a bajo momento magnético que se producía en la serie cúbica Fe-Ni centrada en cara (y que da origen al mineral antitaenita). Sin embargo, se demostró que esta teoría era incorrecta. En cambio, parece que la transición de momento bajo/momento alto está precedida por un estado ferromagnético frustrado de momento magnético alto, en el que los enlaces de intercambio magnético Fe-Fe tienen un gran efecto de volumen magnético del signo y magnitud correctos para crear la anomalía de expansión térmica observada.
Wang y sus colaboradores consideraron la mezcla estadística entre la configuración totalmente ferromagnética (FM) y las configuraciones de giro invertido (SFC) en el Fe
3Pt, con las energías libres de FM y SFC predichas a partir de cálculos de primeros principios, y fueron capaces de predecir los rangos de temperatura de expansión térmica negativa bajo diversas presiones. Se demostró que todas las configuraciones ferromagnéticas y de giro invertido individuales tienen expansión térmica positiva, y la expansión térmica negativa se origina en las crecientes poblaciones de átomos de giro invertido con volúmenes más pequeños que los de configuración totalmente ferromagnética.